# Георг Базелиц
Георг Базелиц (на немски: Georg Baselitz, псевдоним на Ханс-Георг Керн, на немски: Hans-Georg Kern) е съвременен немски живописец. Роден през 1938 г. в бившата ГДР. Учи в академиите в Източен и след изключването му в Западен Берлин. Професор по живопис в художествените академии в Берлин и Карлсруе. Един от най-известните съвременни германски художници.

## Биография

### Произход, образование и младежки години
Роден е и израства в Дойчбазелиц (на горнолужишки Němske Pazlicy) в историческата област Горна Лужица в Саксония. По-късно той превръща името на родния си град в псевдоним. През 1956 година е приет в Художествената академия Вайсензе в Източен Берлин. Базелиц се оказва неудобен за тоталитарната система студент. Само след два семестъра е изключен заради „общественополитическа незрялост“ и е принуден да избяга в Западен Берлин. Там той продължава академичното си образование, занимава се с теориите на Кандински и Малевич. Учи при професор Хан Трир, пътува до Амстердами Париж. Първата му изложба (заедно с Ойген Шьонебек) е през 1961 г.

### Години на творчество
В началото на 60-те години на 20 век Базелиц и неговият приятел Шьонебек публикуват два манифеста, известни под името „Пандемониум 1“ и „Пандемониум 2“. Тяхна обща изложба през 1963 г. предизвиква скандал. Картините на Базелиц са конфискувани, прокуратурата настоява да бъдат цензурирани и преработени. Като особено провокативно е било възприето платното „Голямата нощ в кофата“, която показва онаниращо момче. Според тогавашния му галерист Бенямин Кац, Базелиц е бил изненадан от разразилия се скандал.
В средата на 60-те художникът се обръща към крайния експресионизъм. Индивидуалният му почерк се налага. В началото на 70-те картините му стават популярни и той излага в Гугенхайм и Музея на модерното изкуство в Ню Йорк. През 1977 г. става професор в Академията в Карлсруе и отново предизвиква скандал, като оттегля участието си от изложбата Документа, защото на нея официално са поканени партийни художници от ГДР. Постепенно той излиза от рамките на чистата живопис и започва да се занимава със скулптура, вътрешен дизайн, сценография, иконография.
От 2013 г. живее в Залцбург.